# Grenacheria buxifolia
Grenacheria buxifolia là một loài thực vật có hoa trong họ Anh thảo. Loài này được Mez mô tả khoa học đầu tiên năm 1922.